# Ханка (Хорезмская область)
Ханка (узб. Xonqa / Хонқа) — городской посёлок в Хорезмской области Узбекистана, административный центр Ханкинского района.
В 1981 году Ханка получила статус города. В 1992 году она утратила этот статус и стала городским посёлком. В Ханке расположена одноимённая железнодорожная станция (на линии Ургенч — Питнак).

## Население
| 1959 | 1979 | 1989   |
| ---- | ---- | ------ |
| 3542 | 8739 | 28 981 |